# Паван (Минас-Жерайс)
Паван (порт. Pavão) — город и муниципалитет в Бразилии, входит в штат Минас-Жерайс. Составная часть мезорегиона Вали-ду-Мукури. Находится в составе крупной городской агломерации. Входит в экономико-статистический микрорегион Теофилу-Отони. Население составляет 19 049 человек на 2006 год. Занимает площадь 599,369 км². Плотность населения — 7,4 чел./км².

## История
Город основан 1 марта 1963 года. 

## Статистика
- Валовой внутренний продукт на 2003 год составляет 21 225 001,00 реалов (данные: Бразильский институт географии и статистики).
- Валовой внутренний продукт на душу населения на 2003 год составляет 3271,93 реалов (данные: Бразильский институт географии и статистики).
- Индекс развития человеческого потенциала на 2000 год составляет 0,667 (данные: Программа развития ООН).